# Crotta d'Adda
Crotta d'Adda es una localidad y comune italiana de la provincia de Cremona, región de Lombardía, con 670 habitantes.

## Evolución demográfica
| Gráfica de evolución demográfica de Crotta d'Adda entre 1861 y 2001 |
|                                                                     |
| Fuente ISTAT - elaboración gráfica de Wikipedia                     |